# 人間廃業
『人間廃業』（Der Mann, der seinen Mörder sucht）は、1931年のドイツ映画。

## 概要
ロバート・シオドマク監督によるコメディ映画であり、ベルリン時代のビリー・ワイルダーが脚本で参加している。

## キャスト
- ハインツ・リューマン
- リエン・ダイヤース
- ライモンド・ヤニチェック
- ハンス・ライベル
- フレデリック・ホランダー
- ゲルハルト・ビーネルト
- フランツ・フィードラー
- エバーハード・マック
- ローランド・ヴァーノ
- フリッツ・オデマー
- グレタ・ケラー

## スタッフ
- 製作：エリッヒ・ポマー
- 監督：ロバート・シオドマク
- 脚本：ルドウィグ・ハーシュフェルド、エルンスト・ノイバッハ、カーティス・シオドマク、ビリー・ワイルダー
- 原作：エルンスト・ノイバッハ　"Jim, der Mann mit der Narbe"
- 音楽：フレデリック・ホランダー、フランツ・ワックスマン
- 撮影：オットー・ベッカー、コンスタンチン・チェット
- 編集：ヴィクター・ガートラー
- 美術：ロバート・ヘルルト、ウォルター・レーリッヒ